# Бреннан-Джобс, Лиза
Ли́за Нико́ль Бре́ннан-Джобс (англ. Lisa Nicole Brennan-Jobs; род. 17 мая 1978) — американская писательница. Дочь Стива Джобса и Крисэнн Бреннан.

## Биография
Родителями Лизы были основатель корпорации Apple Стив Джобс и художница из области залива Сан-Франциско Крисэнн Бреннан. Лиза родилась сразу после того, как компания Apple Computer, основанная её отцом, испытала необычайный рост. Компьютер Apple Lisa, созданный в год рождения Лизы, был назван, как утверждается, в её честь; по официальной версии, название компьютера является акронимом фразы «Local Integrated Software Architecture» (с англ. — «Программная архитектура с локальной интеграцией»).
Стив Джобс отказывался признавать отцовство, предоставляя суду документы, подтверждавшие то, что он не мог быть отцом Лизы из-за того, что был «стерильным и бесплодным, и, как следствие, не способным к воспроизведению потомства». Со временем Джобс признал отцовство. Позже он женился на Лорин Пауэлл, у них родилось трое детей. Бреннан-Джобс позже стала общаться со своим отцом; она жила с ним несколько лет, когда была ещё подростком, Джобс платил за её обучение в Гарвардском университете, где у неё развился интерес к журналистике.
В 2000 году после окончания обучения в Гарвардском университете Бреннан-Джобс переехала в Европу.
Она публиковалась в журналах The Southwest Review (англ.), The Massachusetts Review (англ.), газете The Harvard Crimson (англ.), The Harvard Advocate (англ.), Spiked (англ.), Vogue и O: The Oprah Magazine (англ.).
Бреннан-Джобс живёт в Бруклине вместе со своим мужем Биллом Морейном, сыном и двумя падчерицами.